# Меднов, Виктор Иванович
Виктор Иванович Меднов (21 ноября 1927, Москва — 22 июня 2009, Москва) — советский боксёр, серебряный призёр Олимпиады 1952 года в Хельсинки в первом полусреднем весе. Мастер спорта СССР (1948). Заслуженный мастер спорта СССР (1965). Первый советский боксёр, встретившийся с американским боксёром на международном ринге (1952, Хельсинки).

## Биография
Боксом Меднов начал заниматься у известного тренера Бориса Семёновича Денисова.Чемпион СССР по боксу 1953 года. Серебряный призёр чемпионата СССР по боксу 1947, 1950 годов. Бронзовый призёр чемпионата СССР по боксу 1949 и 1955 годов.  Участник первых в истории отечественного бокса Олимпийских игр 1952 года в Хельсинки, и первый обладатель олимпийской серебряной медали. Его финальный бой на этой Олимпиаде, с американцем Чарльзом Эдкинсом, имел принципиальное значение для спортивных специалистов США и СССР. Это была первая прямая боевая встреча двух разных школ бокса: американской, которая около полувека находилась в числе лидеров на международном любительском ринге и советской — дебютанта международного любительского бокса. Этим боем началась борьба советского бокса за международное признание.
В 2002 году Виктор Иванович награждён почетным знаком «За заслуги в развитии олимпийского движения в России». Работал тренером по боксу в спортивном обществе «Трудовые резервы» и рисовал пейзажи в качестве хобби.

## Спортивные достижения
- Чемпионат СССР по боксу 1947 года — ;
- Чемпионат СССР по боксу 1949 года — ;
- Чемпионат СССР по боксу 1950 года — ;
- Летние Олимпийские игры 1952 года в Хельсинки — ;
- Чемпионат СССР по боксу 1953 года — ;
- Чемпионат СССР по боксу 1955 года — ;